# کانتون مانتا
کانتون مانتا (به اسپانیایی: Cantón Manta) یک منطقهٔ مسکونی در اکوادور است که در Manabí Province واقع شده‌است.